# Primeira Divisão 1984-1985
La Primeira Divisão 1984-1985 è stata la 47ª edizione della massima serie del campionato portoghese di calcio e si è conclusa con la vittoria del Porto, al suo ottavo titolo.
Capocannoniere del torneo è stato Fernando Gomes (Porto) con 39 reti.

## Classifica finale
|    | Classifica           | Pt | G  | V  | N  | P  | GF | GS |
| -- | -------------------- | -- | -- | -- | -- | -- | -- | -- |
| 1  | Porto                | 55 | 30 | 26 | 3  | 1  | 78 | 13 |
| 2  | Sporting             | 47 | 30 | 19 | 9  | 2  | 72 | 26 |
| 3  | Benfica              | 43 | 30 | 18 | 7  | 5  | 65 | 28 |
| 4  | Boavista             | 37 | 30 | 13 | 11 | 6  | 37 | 26 |
| 5  | Portimonense         | 36 | 30 | 14 | 8  | 8  | 51 | 41 |
| 6  | Belenenses           | 30 | 30 | 11 | 8  | 11 | 40 | 46 |
| 7  | Académica de Coimbra | 29 | 30 | 12 | 5  | 13 | 45 | 47 |
| 8  | Sporting Braga       | 28 | 30 | 9  | 10 | 11 | 46 | 43 |
| 9  | Vitória de Guimarães | 25 | 30 | 9  | 7  | 14 | 33 | 39 |
| 10 | Penafiel             | 25 | 30 | 7  | 11 | 12 | 25 | 42 |
| 11 | Vitória Setúbal      | 25 | 30 | 7  | 11 | 12 | 35 | 50 |
| 12 | Salgueiros           | 23 | 30 | 8  | 7  | 15 | 40 | 56 |
| 13 | Rio Ave              | 23 | 30 | 7  | 9  | 14 | 27 | 43 |
| 14 | Farense              | 22 | 30 | 7  | 8  | 15 | 21 | 49 |
| 15 | Varzim               | 17 | 30 | 2  | 13 | 15 | 23 | 49 |
| 16 | Vizela               | 15 | 30 | 4  | 7  | 19 | 31 | 71 |

### Verdetti
- Porto campione di Portogallo 1984-1985.
- Porto qualificato alla Coppa dei Campioni 1985-1986.
- Benfica qualificato alla Coppa delle Coppe 1985-1986.
- Sporting Lisbona,  Boavista,  Portimonense  qualificate alla Coppa UEFA 1985-1986.
- Rio Ave,  Farense,  Varzim e  Vizela retrocesse.